# Citrus limetta
Citrus limetta, o Citrus x limetta, detta comunemente limetta, è un agrume della famiglia delle Rutacee. Secondo alcuni autori non sarebbe una specie a sé stante, ma una varietà di limone (C. limon 'Limetta',). Condivide il nome comune "limetta" con l'ibrido Citrus × aurantiifolia.
In Italia, la limetta calabrese (piretta), coltivata nella Piana di Sibari, è un un prodotto agroalimentare tradizionale calabrese.
Ha una moltitudine di nomi comuni, come: limetta dolce, limetta romana, limetta calabrese, limone dolce mediterraneo, limone dolce, lime dolce. In India è chiamato sathukudi, mousambi, mosambi, o musambi.